# Sonad skuld
Sonad skuld (en suec Culpa redimida) és una pel·lícula muda dramàtica sueca del 1915 dirigida per Victor Sjöström.

## Sinopsi
El vidu Stensson és un agricultor que viu al camp tranquil·lament amb la seva família fins que ...

## Repartiment
- Lili Bech - Margareta Stensson
- Gustaf Callmén - El seu pare, pagès
- Carlo Wieth - El seu germà
- John Ekman - Gerent de fàbrica
- Viggo Friderichsen - Albin Ström, enginyer
- August Warberg - Propietari
- Greta Almroth - La seva filla
- Stina Berg - La seva dona

## Producció
La pel·lícula es va estrenar el 15 de febrer de 1915 al cinema Röda Kvarn a Estocolm. La pel·lícula es va rodar a l'estudi de Svenska Biografteatern a Lidingö amb exteriors d'una petita fàbrica i les zones al voltant de Lidingö per Henrik Jaenzon. Com a guió, tenien una idea cinematogràfica de Nils Krok, que probablement té una connexió amb la realitat del treball de Krook sobre la mitigació de la pobresa.